# Сумња
Сумња је стање непотпуне вере или поверења у некога. На њену јачину утичу многе чињенице, одлуке и мотиви због чега доводи до кашњења доношења праве одлуке. Сигмунд Фројд сматра да искуство које особа доживи у детињству може да проузрокује појављивање сумње приликом формирања ега.

## Психологија
Делимично или повремено негативно појачање може створити ефективну климу страха и сумње.

## Филозофија
Декарт је користио картезијанску сумњу као еминентно методолошко средство у својим фундаменталним филозофским истраживањима.
Огранци филозофије, попут логике, улажу много труда да разликују сумњиво, вероватно и извесно. Велики део нелогичности почива на сумњивим претпоставкама, сумњивим подацима или сумњивим закључцима, при чему реторика, демагогија и обмана играју своју уобичајену улогу.

## Теологија
Сумња као пут ка (дубљем) веровању лежи у срцу приче о светом апостолу Томи. Значајни у том погледу су теолошки ставови Георга Хермеса:
... полазиште и главни принцип сваке науке, а тиме и теологије, није само методичка сумња, већ позитивна сумња. Човек може да верује само у оно што сматра истинитим из разумних разлога, и стога мора имати храбрости да настави да сумња све док не пронађе поуздане разлоге да задовољи разлог.

Хришћански егзистенцијалисти као што је Серен Киркегор сугеришу да би неко заиста могао да верује у Бога, такође би морао да сумња у своја веровања о Богу; сумња је рационални део нечије мисли укључен у одмеравање доказа, без којих веровање не би имало стварну суштину. Веровање није одлука заснована на доказима да су, рецимо, одређена веровања о Богу истинита или да је одређена особа вредна љубави. Ниједан такав доказ никада не би могао бити довољан да прагматично оправда врсту потпуне посвећености која је укључена у истинско теолошко веровање или романтичну љубав. Веровање ионако укључује преузимање те обавезе. Кјеркегор је сматрао да је веровање у исто време и сумња.

## Наука
Сумњати у све или веровати свему су два подједнако згодна решења; и једно и друго ослобађају се од потребе за размишљањем.
—Анри Поенкаре, Наука и хипотеза (1905) (из Доверовог скраћеног издања из 1952)
Научна метода редовно квантификује сумњу и користи је да одреди да ли су потребна даља истраживања. Исак Асимов је у својој збирци есеја „Чињеница и фантазија“ описао науку као систем за изазивање и разрешавање интелигентне сумње.